# بيت محمد صالح (لودر)

تعديل مصدري - تعديل

بيت محمد صالح هي إحدى قرى عزلة زارة بمديرية لودر التابعة لمحافظة أبين، بلغ تعداد سكانها 21 نسمة حسب تعداد اليمن لعام 2004.